# Prlekija

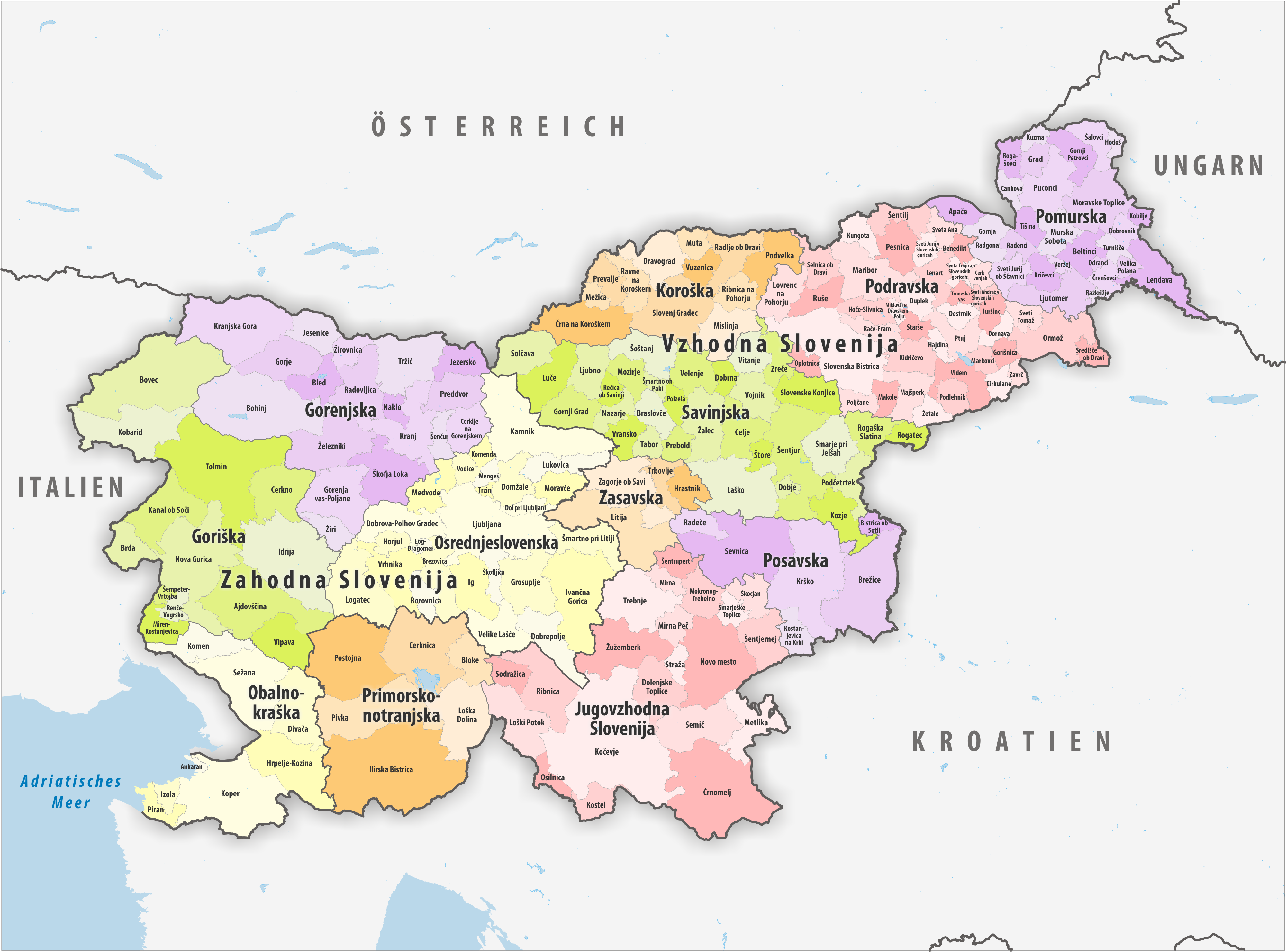
Die Gemeinden der Prlekija im Westen der Region Pomurska

 Prlekija  ist der Name einer Region im Nordosten Sloweniens zwischen den Flüssen Drau und Mur im östlichen Teil der Windischen Bühel (slowenisch: Slovenske gorice). Sie erstreckt sich von der Grenze zu Österreich bis zur Grenze zu Kroatien und ist Teil der historischen Region Untersteiermark. Die Regionen Prlekija und Prekmurje bilden gemeinsam die Statistische Region Pomurska.

## Geographie
Die Grenzen von Prlekija sind, außer im Osten durch den Verlauf der Mur, nicht eindeutig definiert. Vor allem die Grenze im Westen ist sehr unscharf und schwer zu bestimmen.
Die Region wird vielfach definiert als die Landschaft, in der der regionale slowenische Dialekt Prleško narečje gesprochen wird.
Dies soll der Fall sein in den Gemeinden Ljutomer (Hauptort), Gornja Radgona, Križevci, Radenci, Razkrižje, Sveti Jurij ob Ščavnici, Veržej. 